# Nivansaari (ö i Tunturi-Lappi, lat 67,36, long 24,87)
Nivansaari är en ö i Finland. Den ligger i vattendraget Ounasjoki och i kommunen Kittilä i den ekonomiska regionen  Fjäll-Lappland  och landskapet Lappland, i den norra delen av landet, 800 km norr om huvudstaden Helsingfors. Öns area är 0,2 hektar och dess största längd är 100 meter i nord-sydlig riktning.